# Acefato
El acefato es un plaguicida foliar organofosfatado, penetrante, con actividad por ingestión y contacto, y cierta acción sistémica. Se absorbe fácilmente por las raíces y se trasloca a toda la planta. Inhibidor de la acetilcolinesterasa en las sinapsis nerviosas. Provoca una transmisión continua de impulsos nerviosos que produce fatiga en el insecto y por consecuencia la muerte. Su acción no es muy persistente, debido a que solo dura de 6 a 9 días después de su aplicación.

## Persistencia
Su vida media, en condiciones aerobias y anaerobias en las hojas, es de 7 y 10 días respectivamente y, en el suelo, de 3 a 6 días. Se lixivia muy fácilmente por lo que es potencial contaminante de aguas subterráneas debido a su corta vida media es prácticamente inócuo. Su principal metabolito es CO2.

## Campo de actividad
Resulta efectivo en el control de: araña roja, chicgarrita del frijol, chinches, diabróticas o doradillas, gusano bellotero del fruto, gusano falso medidor, gusano terciopelo, gusano trozador, minadores de la hoja, mosca del mediterráneo, mosquita blanca del jitomate, palomilla dorso de diamante, pulgón myzus, trips de las flores. Los cultivos en los cuales se puede aplicar son: algodón, apio, chile, col, coliflor, frijol, lechuga, papa, rosal, semilla de algodón, semilla de frijol, semilla de maíz, semilla de soya, soya y tabaco.